# Esbo centralpark

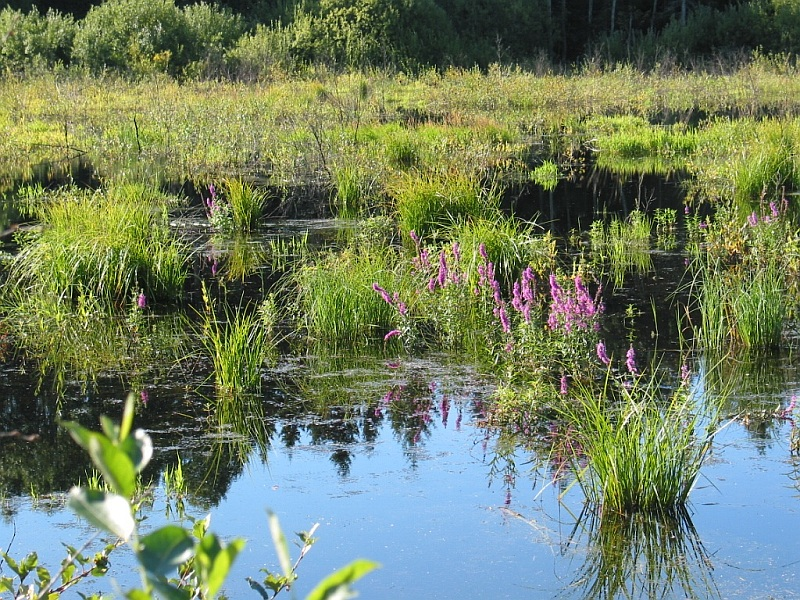
En strandblomma blommar i en översvämningsäng.

Esbo centralpark är ett 880 hektar stort naturområde med stor ekologisk mångfald, beläget i centrala Esbo. Det bor cirka 27 000 personer i dess omedelbara närhet. Esbo centralpark är det näst största sammanhängande grönområdet i Esbo efter Noux nationalpark. Området består mestadels av naturmark eller på annat sätt minimalt behandlad terräng.

## Läge
I norr gränsar centralparken till bostadsområdena Södrik och Domsby, och i öster och nordost  Kurängen, Hemtans och Storåker. I söder gränsar parken till  Olars och Ladusved, och i väster till Fantsby. Centralparken omfattar naturområdena Fantsskogen, Gråberget, Malmskogen, Kurskogen, Hemtskogen och Kockbyskogen. 
Centralparkens form liknar en fluga. Åkrarna i Söderskogen nära Finnovägen representerar knuten i mitten av flugan, och områdena i öster och väster utgör dess rosetter. Under årens lopp har dock byggtrycket runt centralparken minskat dess yta och förvandlat flugan till en oregelbunden form. I framtiden är målet att trygga centralparkens ställning som en viktig motionsplats för invånarna i närområdet och att lyfta fram dess natur- och kulturvärden under trycket från ett samhälle i utveckling.
Finnovägen delar centralparken i två delar. På östra sidan av parken finns de mest använda friluftslederna, som går från Suvela och Kuurinniitty till Puolarmetsä,  Olari och Henttaa. Den mest använda friluftsleden väster om Finnovägen går mellan Vanttila och Latokaski.

## Historia
Diskussionerna om centralparken inleddes i samband med generalplanen och regional planering på 1970-talet. Planeringen av centralparken påbörjades dock först 1982, när området delades upp i två delar – Centralpark I och Centralpark II. Fullmäktige godkände delgeneralplanen för centralparken år 1996, vilket i huvudsak bekräftades av miljöministeriet 1997. Miljöministeriets beslut blev rättsligt bindande 1999. Delplanen för Centralpark II godkändes av stadsplaneringsnämnden redan 1993. Stadsfullmäktige godkände delgeneralplanen år 2004, och efter att ett överklagande avslogs i förvaltningsdomstolen trädde delgeneralplanen för Centralparken II i kraft 2006.
År 2012 var Esbo världens designhuvudstad tillsammans med Helsingfors, Vanda, Lahtis och Grankulla. Esbo miljöcentral firade designåret med projektet Rusetti – Esbo centralpark. Genom projektet lyftes centralparken fram bland invånarna i närområdet som en utmärkt plats för motion och ett värdefullt naturområde. I samarbete med yrkeshögskolan Laurea och yrkesskolan Omnia utlyste miljöcentralen en tävling för studenter om att designa en logotyp och en naturgrind. Detta gav centralparken en ny visuell identitet för sina informationsskyltar och huvudentréer. Studenter från Omnia byggde och reste den första grinden vid bostadsområdet Suna våren samma år.. Totalt kommer tio naturgrindar – fem huvudentréer och fem sidoentréer – att uppföras vid parkens infarter för att välkomna besökare. Under designåret skapades även en ny naturstig i centralparken samt en broschyr som presenterar parkens historia, natur och motionsmöjligheter. Parken anordnade dessutom en mängd naturevenemang, frivilligaktiviteter och familjeutflykter. Förutom Esbo miljöcentral deltog Laurea och Omnias Koulii-projekt, projektet People Make Suurpelto, vattenvårdsföreningen Virho ry, stadens tekniska central samt idrottstjänster i genomförandet av projektet Rusetti – Esbo centralpark.

## Natur och fauna

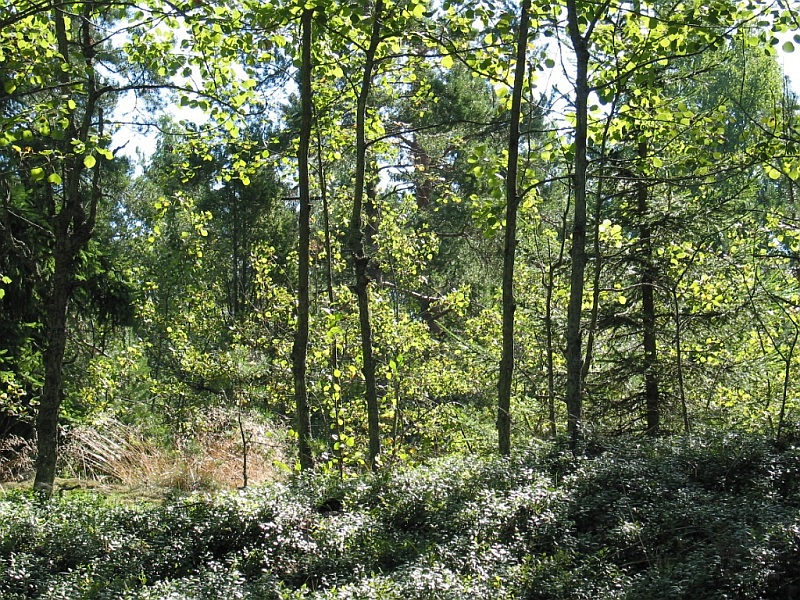
Skog i Esbo centralpark.

Esbo centralpark har en mångsidig natur och utgör en ekologiskt viktig förbindelse mellan havet och Noux nationalpark. Största delen av området består antingen av bergåsar och torra slätter eller frodiga lundar och skogskärr. Fräkenväxter, ormbunkar, sippor, vintergröna, och orkideer är vanliga växtarter i området. Träden varierar från stora gran- och tallskogar till ljusa björkskogar och almskogar. Centralparken innehåller också ängar, gamla åkrar som nuförtiden är skog, och några myrar.
Öringen lever i Finnobäcken, som rinner genom centralparken relativt orört. Det finns rast- och födoplatser för flygekorrar nära Gråberget. I övrigt består centralparkens fauna av typiska finska skogsarter utan några sällsynta arter. I skogen kan man stöta på älgar, harar, mårdhundar, ekorrar och, mer sällan, rävar och grävlingar. Sångfåglar i området inkluderar bofink, lövsångare, trädpiplärka, rödhake, trastar och mesar, bland andra. Andra fågelarter som förekommer är järpe, morkulla, spillkråka och mindre flugsnappare.
Ritvaskogen är en 27 hektar stor kulturarvsskog belägen mellan bostadsområdet Suna och träsket Mössenkärr. Skogen präglas av ett grönt landskap med lundar samt sump- och moskogar, och här finns träd som är upp till 110 år gamla. Ritvaskogen grundades till minne av Esbos miljöchef Ritva Veijonen.
Vid träsket Mössenkärr har man till exempel hittat svarthakedoppingar, och flera gräsmarksarter som växer på ängarna norr om träsket. Det finns också två jättegrytor nära Mössenkärret, vilka bildades när smältvattnet från istidens glaciärer rullade ner en stor sten och skapade ett symmetriskt och slättkantat hål i berget. Älggräs och smultron växer på Rönnängens traditionella äng. Mossområdet Majkärr har flera vackra och naturliga typer av mossar, längs vars kant det finns en stig att utforska. På sommaren täcker vita vattenklöver myrarna, och på sensommaren ger de vika för hjortron.
Öster om Majkärr ligger naturreservatet Lillträskberget, där lavar och mossor täcker klipporna och skogarna är fyllda med döda träd och död ved. Mossen Lillträsk, belägen norr om Lillträskberget, bildades när en gammal havsvik smalnade av till en träsk för ungefär 3000 år sedan och började därefter förvandlas till våtmark. Under 1900-talet växte träsket igen och bildade den nuvarande mossen, även kallad Henttaansuo, som hyser flera olika typer av myrar och sumpmarker. I Lillträsk växer hirsstarr, kärrbräken och granbräken, vilka är sällsynta i Helsingforsregionen. Mossarterna i mossen är också mycket unika – inte mindre än 18 olika sorters vitmossor växer där. Mer än hälften av Lillträsket är fortfarande i sitt naturliga tillstånd. Områdena Majkärr, Lillträskberget och Lillträsk utgör tillsammans ett av de mest värdefulla naturområdena i centralparken ur ett naturvårdsperspektiv.

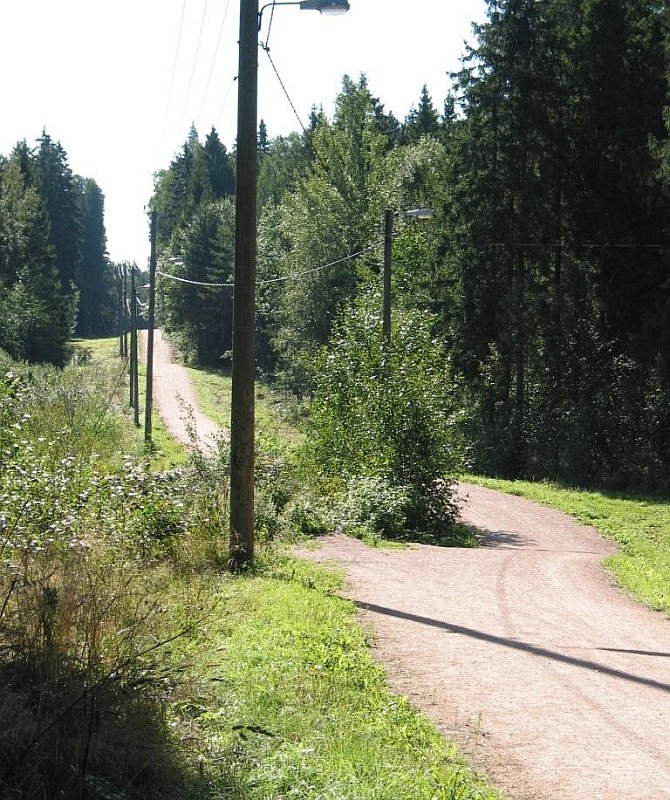
En friluftsled vid centralparken.

Centralparken erbjuder flera naturstigar och friluftsleder, tillsammans med en 4,3 kilometer lång motionsbana. Det finns också 22 fasta kontroller längs den tio kilometer långa rutten för orientering. 